# Заречье (Кингисеппский район)
Заречье — деревня в  Большелуцком сельском поселении Кингисеппского района Ленинградской области.

## История
На карте Санкт-Петербургской губернии Ф. Ф. Шуберта 1834 года обозначена деревня Заречье.

ЗАРЕЧЬЕ — деревня принадлежит барону Штакельберху, число жителей по ревизии: 15 м. п., 18 ж. п. (1838 год)

На карте профессора С. С. Куторги 1852 года также отмечена деревня Заречье.

ЗАРЕЧЬЕ — деревня штабс-ротмистра Штакельберга, по почтовому тракту, число дворов — 4, число душ — 21 м. п. (1856 год)

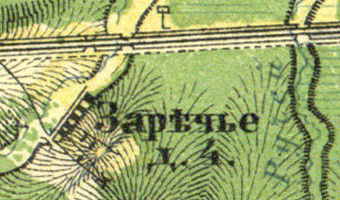
Деревня Заречье на карте 1860 года

Согласно «Топографической карте частей Санкт-Петербургской и Выборгской губерний» в 1860 году деревня Заречье насчитывала 4 крестьянских двора.

ЗАРЕЧЬЕ — деревня владельческая при реке Чёрной, число дворов — 7, число жителей: 25 м. п., 22 ж. п. (1862 год)

ЗАРЕЧЬЕ — деревня, по земской переписи 1882 года: семей — 12, в них 34 м. п., 43 ж. п., всего 77 чел.

ЗАРЕЧЬЕ — деревня, число хозяйств по земской переписи 1899 года — 9, число жителей: 30 м. п., 33 ж. п., всего 63 чел.;
 разряд крестьян: бывшие владельческие; народность: русская

В конце XIX — начале XX века деревня административно относилась к Горкской волости 2-го стана Ямбургского уезда Санкт-Петербургской губернии.
С 1920 по 1940 год, по условиям Тартуского мирного договора, деревня входила в состав волости Нарва буржуазной Эстонии.

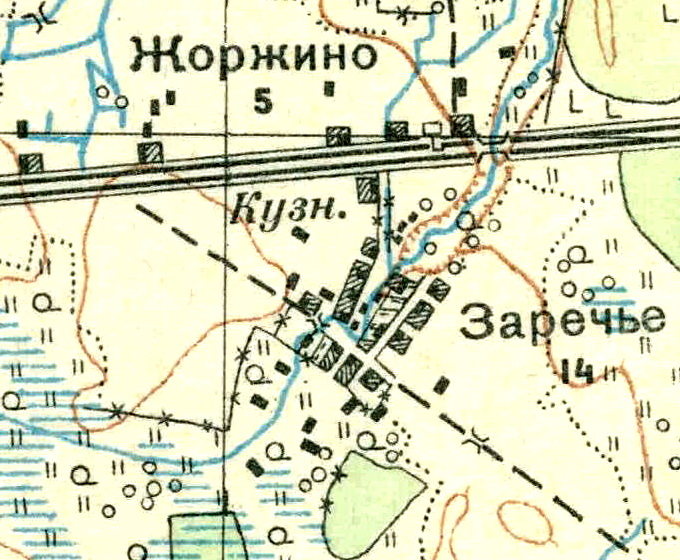
План деревни Заречье. 1930 год

Согласно топографической карте РККА 1930 года деревня насчитывала 14 дворов. В деревне находилась кузница.
По данным 1966, 1973 и 1990 годов деревня Заречье входила в состав Кошкинского сельсовета.
В 1997 году в деревне Заречье Большелуцкой волости проживали 11 человек, в 2002 году — 25 человек (русские — 92 %), в 2007 году — 16.

## География
Деревня расположена в юго-западной части района на автодороге А180 (E 20) (Санкт-Петербург — Ивангород — граница с Эстонией) «Нарва».
Расстояние до административного центра поселения — 20 км.
Расстояние до ближайшей железнодорожной станции Ивангород-Нарвский — 6 км.

## Демография
| 1862 | 2007 | 2010 | 2017 |
| ---- | ---- | ---- | ---- |
| 47   | ↘16  | ↘14  | ↘11  |

### Национальный состав
Согласно данным Всероссийской переписи населения 2021 года в деревне проживали 14 человек, из них:
 русские — 13, коми-пермяки — 1 человек.